# Anopheles distinctus
Anopheles distinctus är en tvåvingeart som beskrevs av Robert Newstead och Carter 1911. Anopheles distinctus ingår i släktet Anopheles och familjen stickmyggor. Inga underarter finns listade i Catalogue of Life.